# Stephan W. Koch
Stephan W. Koch (* 23. Mai 1953 in Frankfurt am Main; † 12. September 2022 in Fronhausen) war ein deutscher Theoretischer Physiker.
Koch studierte von 1971 bis 1977 Physik an der Johann Wolfgang Goethe-Universität. Er war von 1977 bis 1984 Wissenschaftlicher Mitarbeiter am Institut für Theoretische Physik der Universität Frankfurt und promovierte dort 1979 Zur Theorie der Elektron-Loch-Tropfennukleation in stark angeregten Halbleitern bei Hartmut Haug. 1983 habilitierte er Zur Dynamik von Gleichgewichts- und Nichtgleichgewichtsphasenübergängen erster Ordnung. Nach drei Jahren als Stipendiat der F. Thyssen-Stiftung und eines Heisenberg-Stipendiums der DFG ging er 1986 als Associate Professor an das Physics Department and Optical Sciences Center der University of Arizona in Tucson, 1989 wurde er zum Full Professor ernannt. Im November 1993 übernahm er in Nachfolge von Otfried Madelung und Stefan Schmitt-Rink den Lehrstuhl für Theoretische Festkörperphysik an der Philipps-Universität Marburg.
Koch arbeitete an den theoretischen Grundlagen der Wechselwirkung von Licht mit Materie in Halbleitermaterialien, insbesondere in Laserstrukturen und Mikro-Resonatoren. Er wurde für seine Arbeiten 1997 mit dem Leibnizpreis der Deutschen Forschungsgemeinschaft und 1999 mit dem Max-Planck-Forschungspreis der Alexander von Humboldt-Stiftung und der Max-Planck-Gesellschaft ausgezeichnet.
Zu seinen Doktoranden zählte Andreas Knorr, der seit 2000 Professor an der Technischen Universität Berlin ist.
Als vielzitierter Wissenschaftler hatte Koch 2021 laut Scopus einen h-Index von beachtlichen 83 und lag noch vor seinem Vorgänger Schmitt-Rink (57), seinem 2019 verstorbenen Theoretikerkollegen Bruno Eckhardt (47; Leibniz-Preisträger 2002) und seinem (experimentellen) Halbleiterphysikkollegen Martin Koch (63).

## Auszeichnungen
- 1976: Studienstiftung des deutschen Volkes
- 1984: Stipendium der Fritz Thyssen Stiftung
- 1985: Heisenberg-Stipendium der Deutschen Forschungsgemeinschaft (DFG)
- 1993: Fellow der Optical Society of America (OSA)
- 1997: Gottfried-Wilhelm-Leibniz-Preis der DFG
- 1999: Max-Planck-Forschungspreis der Alexander von Humboldt-Stiftung und der Max-Planck-Gesellschaft